# موزه تاریخ ارمنستان

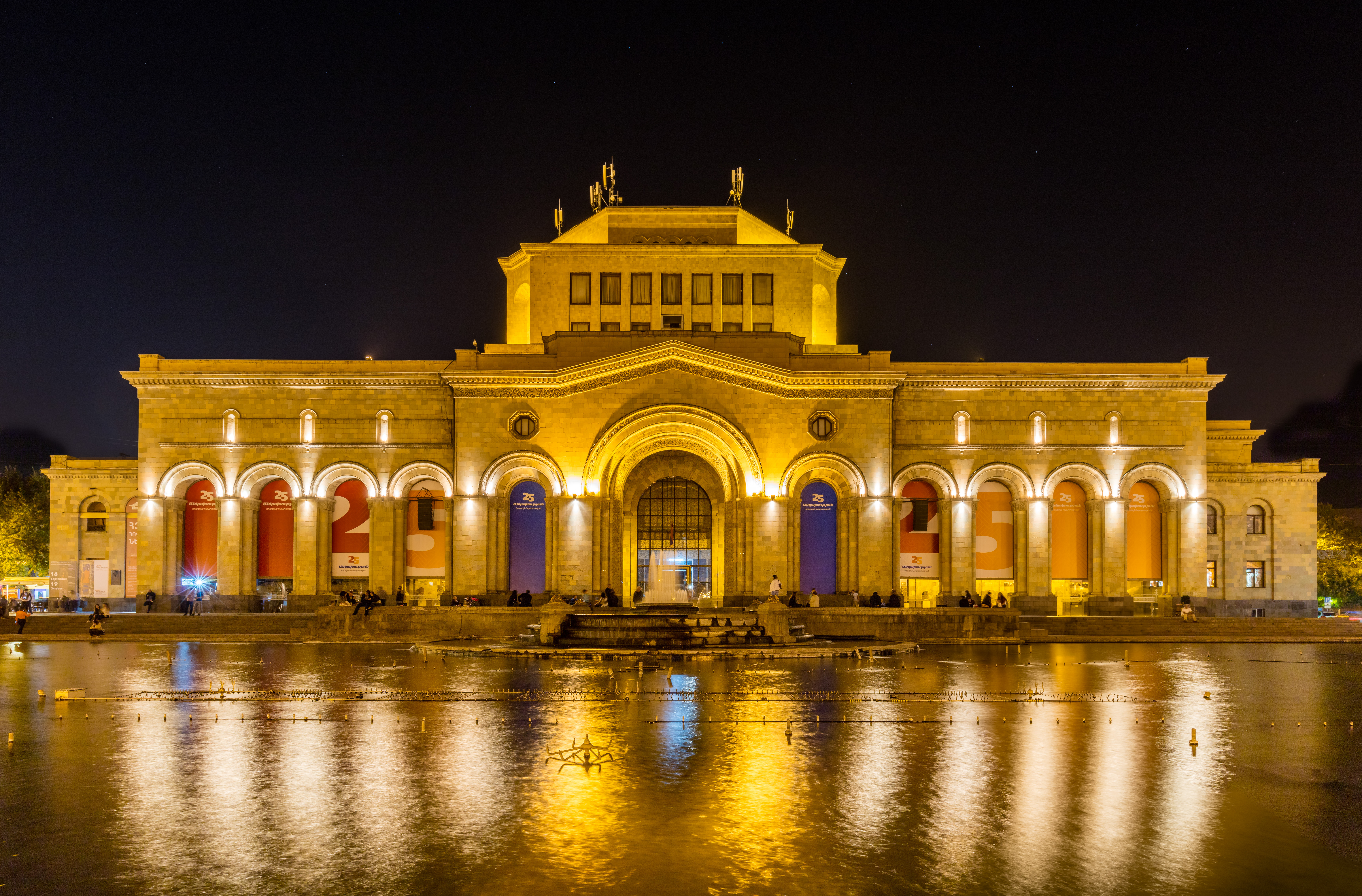

موزه تاریخ ارمنستان (ارمنی: Հայաստանի պատմության թանգարան انگلیسی: History Museum of Armenia) موزه‌ای در ارمنستان است که دارای بخش‌های باستان‌شناسی، سکه‌شناسی، قوم‌نگاری، تاریخ نوین و مرمت می‌باشد. این موزه مجموعه‌ای ملی از ۴۰۰٬۰۰۰ شی را داراست و در سال ۱۹۲۰ میلادی بنیانگذاری شده‌است. ۳۵ درصد از مجموعه اصلی از اشیاء مرتبط با باستان‌شناسی تشکیل شده‌است، ۸ درصد از مجموعه از اشیا مرتبط با قوم‌نگاری تشکیل شده‌است. ۴۵ درصد اشیاء مرتبط با سکه‌شناسی تشکیل شده‌است و ۱۲ درصد نیز از مجموعه اسناد تشکیل شده‌است. این مکان به عنوان موزه تاریخ ارمنستان در نظرگرفته شده‌است و در میدان جمهوری ارمنستان در ایروان واقع شده‌است. دولت حمایت مالی را موزه را برعهده دارد و مالکیت مجموعه و ساختمان موزه را داراست.

## تاریخچه
مجلس ملی ارمنستان موزه تاریخ ارمنستان را در روز ۹ سپتامبر ۱۹۱۹ بنیانگذاری نمود. این موزه در روز ۲۰ اوت ۱۹۲۱ برای دیدار عموم گشایش یافت. نخستین رئیس موزه یرواند لالایان بود. عنوان اولین آن موزه‌کتابخانه قوم‌شناسی-مردم‌شناسی بود چندین بار تغییر نام یافت.
در سال ۱۹۳۵ کمیته مرکزی حزب کمونیست ارمنستان موزه‌های جداگانه‌ای را تأسیس نمود. این موزه‌ها اقلامی را که در اصل بخشی از موزه تاریخ ارمنستان بودند را دریافت نمودند.
- موزه هنری جمهوری سوسیالیستی ارمنستان شوروی بر پایه بخش هنری موزه تاریخ (نگارخانه ملی ارمنستان کنونی) سازمان‌دهی شد و ۱۶۶۰ شی را دریافت نمود.
- موزه ادبیات (موزه ادبیات و هنر چارنتس کنونی) که بخش ادبیات موزه تاریخ ارمنستان را تشکیل می‌داد ۳۰۱ شی و ۱۲۹۸ نسخه خطی را دریافت نمود.
- موزه دولتی قوم‌نگاری در سال ۱۹۷۸ بنیان نهاده شد و ۱۴۲۸ شی و ۵۸۴ عکس را دریافت نمود.